# San Giorgio di Melfi
San Giorgio è una frazione di Melfi, nella provincia di Potenza  che si trova a 7,19 km di distanza dal comune di appartenenza; la frazione si trova sul Monte Vulture a 543 metri sul livello del mare.
San Giorgio dista poche centinaia di metri dalle frazioni di Foggiano e Foggianello, inoltre è situata a poca distanza dalla zona dei Laghi di Monticchio, rientrante nei comuni di Atella e di Rionero in Vulture, e lo stabilimento della Gaudianello che ha sede invece a Monticchio Bagni, frazione del comune di Rionero in Vulture rinomata per la produzione di acque minerali.
Ad Ovest della frazione, scendendo verso la valle dell'Ofanto, sorge Contrada Corona, gruppo di casali, quasi tutti abbandonati che offrono una preziosa testimonianza di architettura rustica con la locale pietra lavica.

## Storia
Appartenente oggi al territorio comunale di Melfi, l'abitato fu popolato da gente originaria di Rionero o Atella, come dimostra l'affinità del dialetto locale con quello parlato alle pendici meridionali del Vulture, molto diverso da quello melfitano. Il sito infatti apparteneva alle dipendenze del monastero di San Michele, oggi Badia di Monticchio.
Un quadro ottocentesco dedicato al santo cavaliere avrebbe dato origine, secondo la tradizione del luogo, alla dedica della chiesa a San Giorgio. Tale quadro, sempre secondo questa tradizione orale, fu ritrovato in una grotta, dove era stato dipinto da un soldato che, rimasto senza scarpe, ne chiese un paio nuovo al Martire. Il toponimo "capella de San Georgio" in realtà esisteva già nel XVI secolo. Lo attesta una pergamena edita nel volume di Eugenio Ciasca, Terre comuni e usi civici nel territorio di Melfi (1037-1738).